# Lovastatin
Lovastatin, được bán dưới tên Mevacor và các nhãn khác, là một loại thuốc statin, để điều trị cholesterol trong máu cao và giảm nguy cơ mắc bệnh tim mạch. Nó được sử dụng cùng với việc thay đổi lối sống. Nó được uống bằng miệng.
Các tác dụng phụ thường gặp bao gồm tiêu chảy, táo bón, đau đầu, đau cơ, phát ban và khó ngủ. Tác dụng phụ nghiêm trọng có thể bao gồm các vấn đề về gan, suy nhược cơ bắp và suy thận. Sử dụng thuốc này trong khi mang thai có thể gây hại cho em bé và không nên sử dụng trong thời gian cho con bú. Nó hoạt động bằng cách giảm khả năng tạo gan để tạo ra cholesterol bằng cách ngăn chặn enzyme HMG-CoA reductase(ức chế cạnh tranh với enzym HMG - coA reductase ).
Lovastatin được cấp bằng sáng chế vào năm 1979 và được chấp thuận cho sử dụng y tế vào năm 1987. Nó có sẵn như là một loại thuốc gốc. Tại Hoa Kỳ, chi phí bán buôn là khoảng 0,05 USD mỗi liều. Năm 2016, đây là loại thuốc được kê đơn nhiều thứ 72 tại Hoa Kỳ với hơn 11 triệu đơn thuốc. Lovostatin không có sẵn ở Vương quốc Anh kể từ năm 2009.

## Sử dụng trong y tế
Công dụng chính của lovastatin là điều trị rối loạn lipid máu và phòng ngừa bệnh tim mạch. Chỉ nên sử dụng sau khi các biện pháp khác, chẳng hạn như chế độ ăn uống, tập thể dục và giảm cân, không cải thiện mức cholesterol.